# شاخ‌چنگی تیره
شاخ‌چنگی تیره (نام علمی: Damaliscus lunatus jimela) یا توپی (Topi) نام یک زیرگونه از شاخ‌چنگی است.